# Gemmació

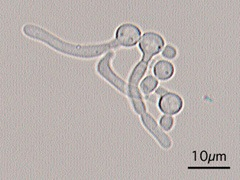
Cèl·lules de Candida proliferant per gemmació. S'observen les cèl·lules filles amb forma de bastonet.

La gemmació és un tipus de reproducció asexual típica dels briòfits, plantes simples sense teixit vascular i fongs. La gemmació es caracteritza pel fet que la cèl·lula mare origina dues cèl·lules filles de diferents dimensions, tot i que el nucli es divideix per mitosi en dues parts iguals. Té lloc quan es forma sobre la cèl·lula mare un bony o gemma que se separa per estrangulació i es constitueix una cèl·lula filla, que més tard, constituirà una nova planta. En alguns casos de pòlips i esponges, un grup de cèl·lules es diferencia formant una gemma, que es desprèn de l'animal original, formant un nou individu.